# Deux types en or
Deux types en or (titre original : Two Gold Bricks) est une nouvelle américaine de l'écrivain Jack London publiée aux États-Unis en 1897. En France, elle a paru pour la première fois en 1977.

## Historique
La nouvelle est publiée dans le magazine The Owl en septembre 1897, elle n'a pas été reprise dans un recueil.

## Éditions

### Éditions en anglais
- Two Gold Bricks, dans le magazine The Owl, septembre 1897.

### Traductions en français
- Deux types en or, traduction de Jacques Parsons, in Les Yeux de l’Asie, recueil, U.G.E., 1977.